# Jana Beckmann
Jana Beckmann (2 de maio de 1983) é uma atiradora esportiva alemã, especialista na fossa olímpica.

## Carreira

### Rio 2016
Jana Beckmann representou seu país nas Olimpíadas de 2016, ficando na 19º colocação na fossa olímpica, fora das finais.